# William Yates Peel
William Yates Peel (3 août 1789 - 1er juin 1858) est un homme politique britannique conservateur.

## Biographie
Il est le deuxième fils de Robert Peel (1er baronnet), et de sa première épouse Ellen Yates. Il est le frère cadet du Premier ministre Robert Peel et le frère aîné de Jonathan Peel. Il fait ses études à Harrow et au St John's College, à Cambridge. Il siège comme député de Bossiney 1817-1818, pour Tamworth 1818-1830, 1835-1837 et en 1847, pour Yarmouth 1830-1831 et pour l'université de Cambridge 1831-1832 et sert sous le duc de Wellington comme sous-secrétaire d'État au département de l'Intérieur de 1828 à 1830 et en tant que Lord du Trésor sous Wellington en 1830 et sous son frère, Robert Peel de 1834 à 1835. En 1834, il est admis au Conseil privé.

## Famille
Il épouse Lady Jane Elizabeth Moore, fille de Stephen Moore (2e comte Mount Cashell) et de son épouse Margaret King, le 8 juillet 1819 à l'Église St Marylebone à Londres. Ils ont six fils et dix filles, tous sauf deux ont survécu à l'enfance.
- Robert Moore Peel (1820-17 octobre 1878)
- Ellen Peel (b. 1821)
- William Yates Peel (1822–20 janvier 1879)
- Edmund Peel (né en 1823, mort jeune)
- Elizabeth Peel (née le 4 mai 1824)
- Jane Peel (née le 14 juillet 1825)
- Julia Augusta Peel (née le 13 juillet 1826)
- Matilda Katherine Peel (née le 8 juillet 1827)
- Alice Anne Peel (née le 10 juillet 1828)
- Adelaide Elizabeth Peel (née le 10 juillet 1828)
- Henry Peel (né le 1er octobre 1829, mort jeune)
- Octavia Peel (b. 1830)
- Emily Peel (née le 15 décembre 1831)
- Frederick Peel (16 août 1833 - 31 mars 1915) - père d' Arthur Peel (diplomate)
- Francis Peel (1835–3 septembre 1894) - le père de Robert Francis Peel
- Flora Jane Peel (2 mars 1837 - 1876)

Jane Elizabeth est décédée dans le Warwickshire en 1847. Peel lui survit onze ans et meurt en juin 1858 dans sa résidence de Baginton Hall, dans le Warwickshire, à l'âge de 68 ans.